# 沙涌站
沙涌站是广州地铁11号线和广佛地铁其中一個换乘車站，位於中國廣東省廣州市荔灣區芳村浣花路芳村大道東路口西側的地底。本站於2015年12月28日随广佛地铁西塱至燕岗段通车而啟用，2024年12月28日随广州地铁11号线通车而成为换乘车站。

## 車站結構

### 車站樓層
本站共设有四層。地面為车站各出入口，周边为浣花路、芳村大道東，沙涌以及其它建築及街巷；地下一層為站廳；地下二層為11号线的缓冲平台、两线换乘通道和广佛线設備區；地下三層為廣佛线月台；地下四层为11号线月台。
| 地下一层 | 11号线站廳                 | 售票機、客服中心、商店、警务室、安检设施 |  |  |
|          | 广佛线站廳                 | 售票機、客服中心、商店、警务室、安检设施 |  |  |
| 地下二层 | 客流集散廳 11号线          | 连接站厅和站台                           |  |  |
|          | 换乘通道                   | 来往 █11号线客流集散廳和 █广佛线站台     |  |  |
|          | 广佛线设备区               | 车站设备                                 |  |  |
| 地下三层 | 11号线设备区               | 车站设备                                 |  |  |
|          | 2 站台                     | █广佛线 新城東方向（下站：鹤洞）         |  |  |
|          | 岛式站台（卫生间）         |                                          |  |  |
|          | 1 站台                     | █广佛线 沥滘方向（下站：沙園）           |  |  |
| 地下四层 | 4 站台                     | █11号线 内环方向（下站：大沖口）         |  |  |
|          | 岛式站台（卫生间、母婴室） |                                          |  |  |
|          | 3 站台                     | █11号线 外环方向（下站：鹤洞东）         |  |  |

### 站厅及换乘
沙涌站目前分为11号线部分和广佛线两个部分，均位于地下一层，两个站厅的付费区和非付费区均相連。为方便行人进出及换乘，广佛线站厅西侧，11号线站厅东侧被划分为收费区，同时两个付费区均延伸至两线车站接口处以配合站厅换乘。
11号线站厅北侧设有多条扶手电梯和楼梯连接至客流集散厅，客流集散厅同样设有多条扶手电梯及楼梯连接至11号线站台，而站厅南侧的扶手电梯则直连至11号线月台，此外在站厅中部亦设有一台直连站台的专用电梯；广佛线站厅付费区内则设有一台专用电梯、三條扶手电梯以及一組楼梯连接广佛线月台。
11号线和广佛线站厅均設有自动售票機及智能客務中心。其中广佛线车站设有自動售賣機等设施。
两线之间的換乘通过地下二层的换乘通道进行，换乘通道分别连接11号线站体部分同层的客流集散厅及通过两台扶手电梯和楼梯连接地下四层广佛线站台。此外亦可通过两线站厅之间进行换乘。
- 廣佛綫站廳
- 11号线站厅
- 11号线客流集散厅
- 广佛线站厅至11号线站厅的联络接口
- 地下二层的广佛线至11号线的换乘接口
- 广佛线站台通往地下二层换乘通道的扶梯及楼梯

### 月台
沙涌站11号线和广佛线各自设有一个岛式月台，11号线站台位于芳村大道东的地底，广佛线站台位于浣花路的地底。两线站台大致呈倒「V」字型，其中广佛线在上层，11号线在下层。
11号线和广佛线站台均设有卫生间，其中广佛线设于往鹤洞方向的一端，11号线设于往鹤洞东方向的一端，除此之外，11号线另在卫生间附近设置母婴室。

### 出入口

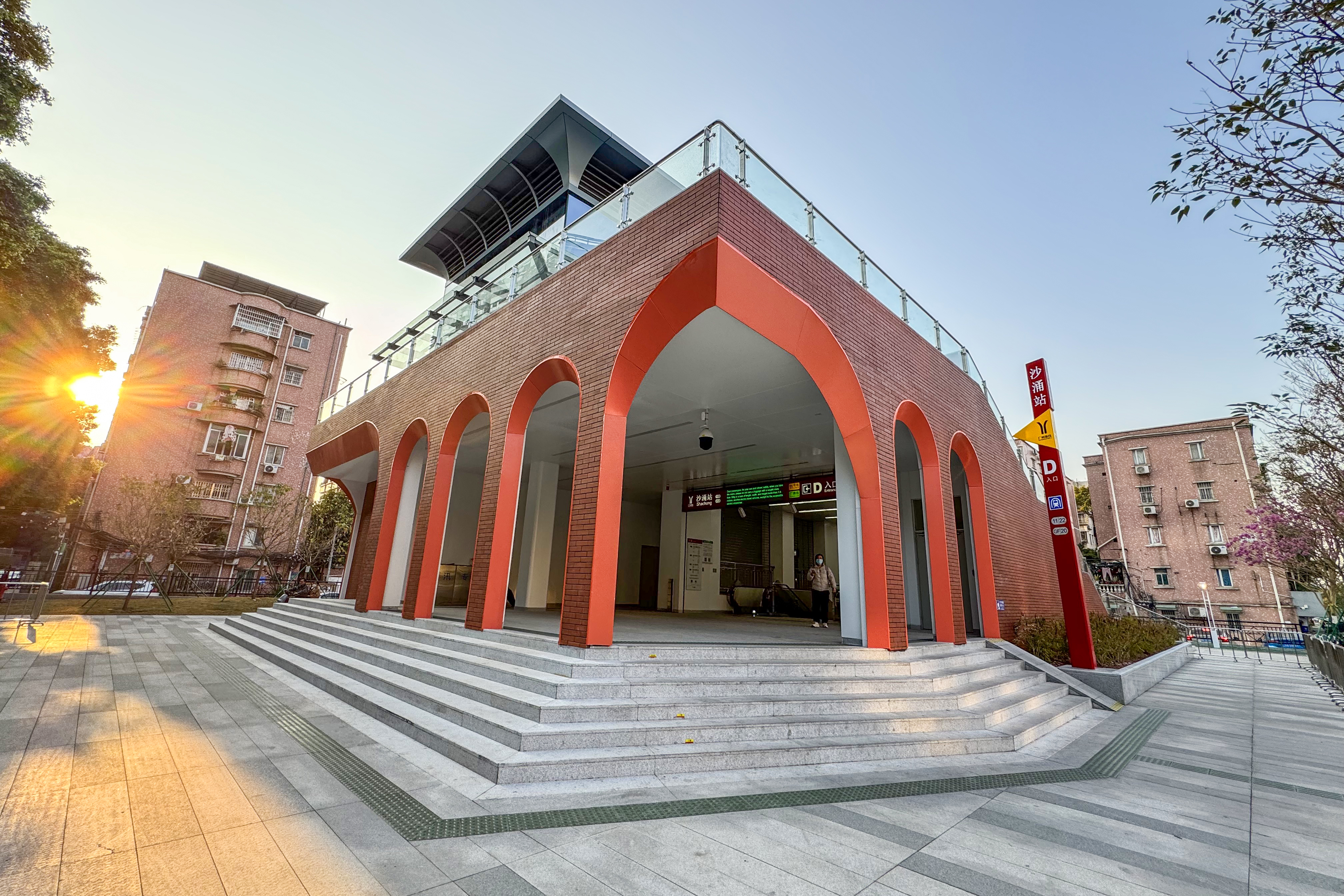
D出入口外貌，其楼上为商业层

沙涌站目前设有5个出入口供乘客进出，分别位处广佛线站厅及11号线站厅。
车站启用时设有A、C出入口，其中B出入口于2019年6月25日启用，2022年8月13日起为配合11号线车站建设而暂时关闭，B出入口通道则因连通11号线车站部分而扩建成现时规模，同时重建出入口雨棚后在11号线开通时重新开放，同时11号线车站部分启用后另新增D、E出入口。
|                                                             |                                                           |      |            |                                                                    |
|                                                             |                                                           |      |            |                                                                    |
| 编号                                                        | 设施                                                      | 照片 | 出口指示   | 建议前往的目的地                                                   |
| 11号线站廳                                                  |                                                           |      |            |                                                                    |
| D                                                           | 盲道标志 · 升降机标志 · 无障碍通道标志 · 扶手电梯标志     |      | 芳村大道东 | 广中码头公交车站（南行）                                           |
| E                                                           | 盲道标志 · 扶手电梯标志                                   |      | 芳村大道东 | 鹤洞新村公交车站（北行）                                           |
| 广佛线站廳                                                  |                                                           |      |            |                                                                    |
| A                                                           | 扶手电梯标志                                              |      | 浣花路     | 广州市真光中学/真实中学、浣花东路公交车站（东行）                  |
| B                                                           | 盲道标志 · 扶手电梯标志                                   |      | 芳村大道东 |                                                                    |
| C                                                           | 盲道标志 · 轮椅升降台标志 · 无障碍通道标志 · 扶手电梯标志 |      | 浣花路     | 荔湾区儿童公园、浣花东路公交车站（西行）、鹤洞新村公交车站（南行） |
| 註： 設有 \| 設有 \| 設有 \| 設有輪椅升降台 \| 設有扶手電梯 |                                                           |      |            |                                                                    |

## 接驳交通
沙涌站旁设有多个公交车站供乘客接驳。
| 编号 | 编号 | 线路               | 线路 | 线路               | 收费 | 备注         |
| ---- | ---- | ------------------ | ---- | ------------------ | ---- | ------------ |
|      | 121A | 珠江帝景苑         | ⇆    | 芳和花园           | 2元  |              |
|      | 782A | 芳村码头（信义路） | ↺    | 芳村码头（信义路） | 2元  | 经坑口地铁站 |
|      | 966  | 水秀二路（隽泷湾） | ↻    | 下芳村             | 2元  |              |

| 编号 | 编号  | 线路                         | 线路 | 线路                       | 收费  | 备注          |
| ---- | ----- | ---------------------------- | ---- | -------------------------- | ----- | ------------- |
|      | 19    | 岭南V谷                      | ⇆    | 桥中                       | 2元   |               |
|      | 52    | 南漖（立白科技园）           | ⇆    | 广州火车站（草暖公园）     | 3元   |               |
|      | 64    | 广卫路                       | ⇆    | 东沙工业园                 | 2元   |               |
|      | 102   | 东山                         | ⇆    | 广钢新城（崇文二路）       | 2元   |               |
|      | 121A  | 珠江帝景苑                   | ⇆    | 芳和花园                   | 2元   |               |
|      | 181   | 景泰坑                       | ⇆    | 坑口地铁站                 | 3元   |               |
|      | 206   | 新滘东路（赤沙市场）         | ⇆    | 滘口客运站                 | 3元   |               |
|      | 广275 | （广州）解放北路（应元路口） | ⇆    | （佛山）平洲（富丰君御）   | 3元   |               |
|      | 309   | 大石地铁站                   | ⇆    | 滘口客运站                 | 3元   |               |
|      | 312   | 祈福新邨                     | ⇆    | 滘口客运站                 | 3–4元 |               |
|      | 812   | 东漖教师新村                 | ⇆    | 江南大道南（地铁江泰路站） | 2元   |               |
|      | 966   | 水秀二路（隽泷湾）           | ↻    | 下芳村                     | 2元   |               |
|      | 夜11  | 芳村西塱                     | ⇆    | 广州火车站（草暖公园）     | 3元   | 19路附属线路  |
|      | 夜29  | 滘口客运站                   | ⇆    | 江海大道中                 | 3元   | 206路附属线路 |
|      | 夜72  | 广卫路                       | ⇆    | 芳村西塱                   | 3元   | 217路附属线路 |

| 编号 | 编号  | 线路                         | 线路 | 线路                     | 收费 | 备注          |
| ---- | ----- | ---------------------------- | ---- | ------------------------ | ---- | ------------- |
|      | 19    | 岭南V谷                      | ⇆    | 桥中                     | 2元  |               |
|      | 52    | 南漖（立白科技园）           | ⇆    | 广州火车站（草暖公园）   | 3元  |               |
|      | 64    | 广卫路                       | ⇆    | 东沙工业园               | 2元  |               |
|      | 102   | 东山                         | ⇆    | 广钢新城（崇文二路）     | 2元  |               |
|      | 181   | 景泰坑                       | ⇆    | 坑口地铁站               | 3元  |               |
|      | 广275 | （广州）解放北路（应元路口） | ⇆    | （佛山）平洲（富丰君御） | 3元  |               |
|      | 夜11  | 芳村西塱                     | ⇆    | 广州火车站（草暖公园）   | 3元  | 19路附属线路  |
|      | 夜72  | 广卫路                       | ⇆    | 芳村西塱                 | 3元  | 217路附属线路 |

## 历史

### 规划及建设

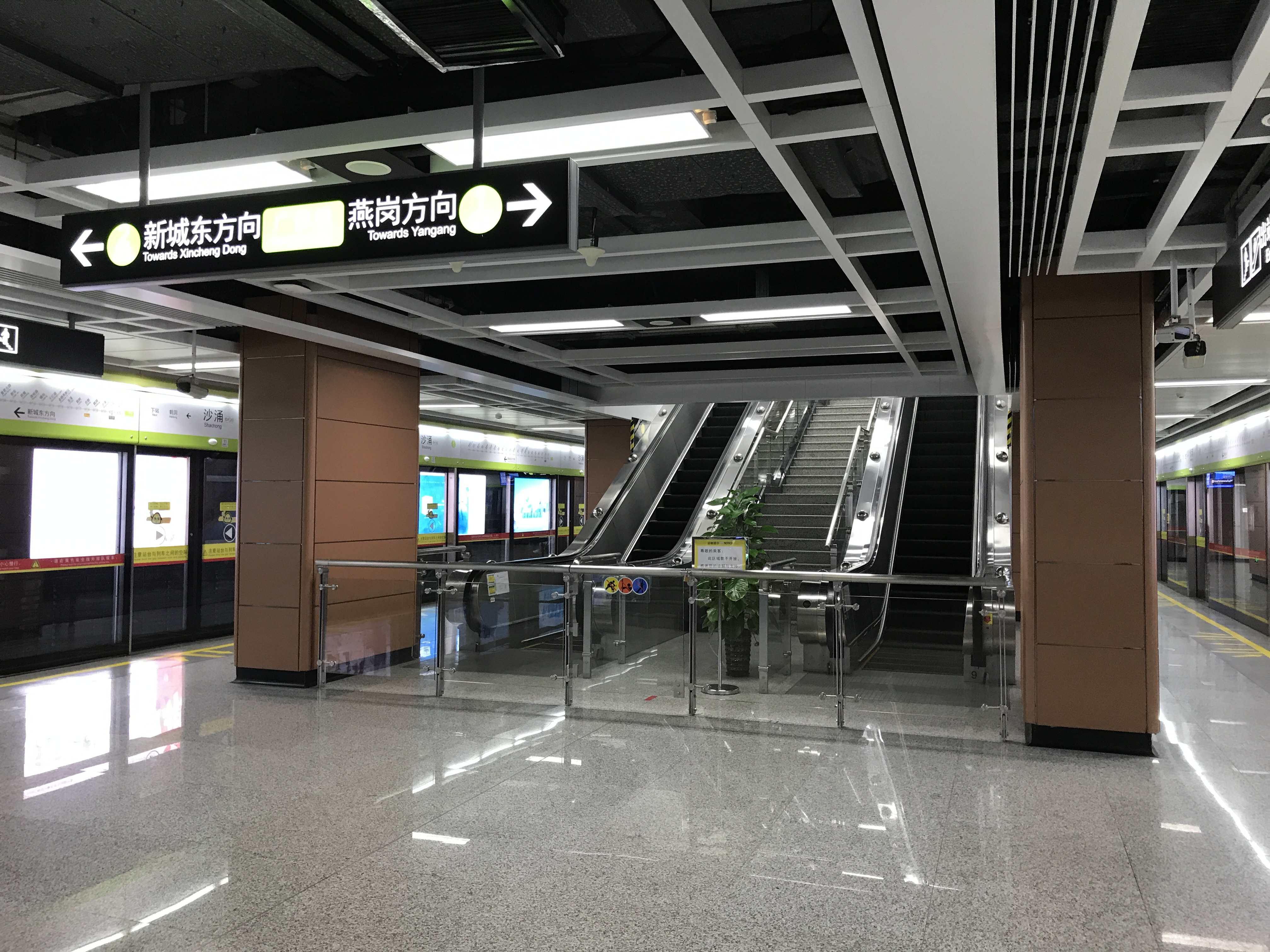
广佛线月台东侧预留的11號綫换乘節點（2017年）

本站在2003年的方案中，以广佛地铁的其中一个站出现，在规划及建设工程时曾以芳村大道站来称呼本站。在最初的规划中，本站位于现在位置的西北偏北一帶，但之后改为浣花路以及芳村大道東路口附近的涌邊。
2011年，因應11號線規劃於沙涌設站，廣佛線車站更改設計，加寬車站，並在負二層劃出部分結構作為換乘通道，以善用車站空間。
广佛线车站于2009年9月24日开工，2013年1月14日主体结构封顶。而11号线车站于2017年5月14日与芳村大道东站一同围蔽施工，2020年5月完成围护结构施工，2024年7月初完成“三权”移交。
为方便衔接11号线车站部分，11号线开通前夕对广佛线站厅付费区以北部分重新划分，并调整在连接11号线区域车站接口处的闸机数量及位置，同时将原本划分至付费区外连接站台的升降机一并划入付费区内。

### 运营
2015年12月28日，车站正式启用。
2021年5-6月疫情期间，本站曾受防控措施影响，于5月29日起所有出入口改为只出不进，6月7日起暂停服务，6月24日下午恢复运营。
2024年12月28日，本站随11号线开通而成为换乘车站。